# Tillandsia caput-medusae
Tillandsia caput-medusae, llamada comúnmente planta pulpo, es una especie de planta epífita dentro del género  Tillandsia, perteneciente a la familia de las bromelias. 

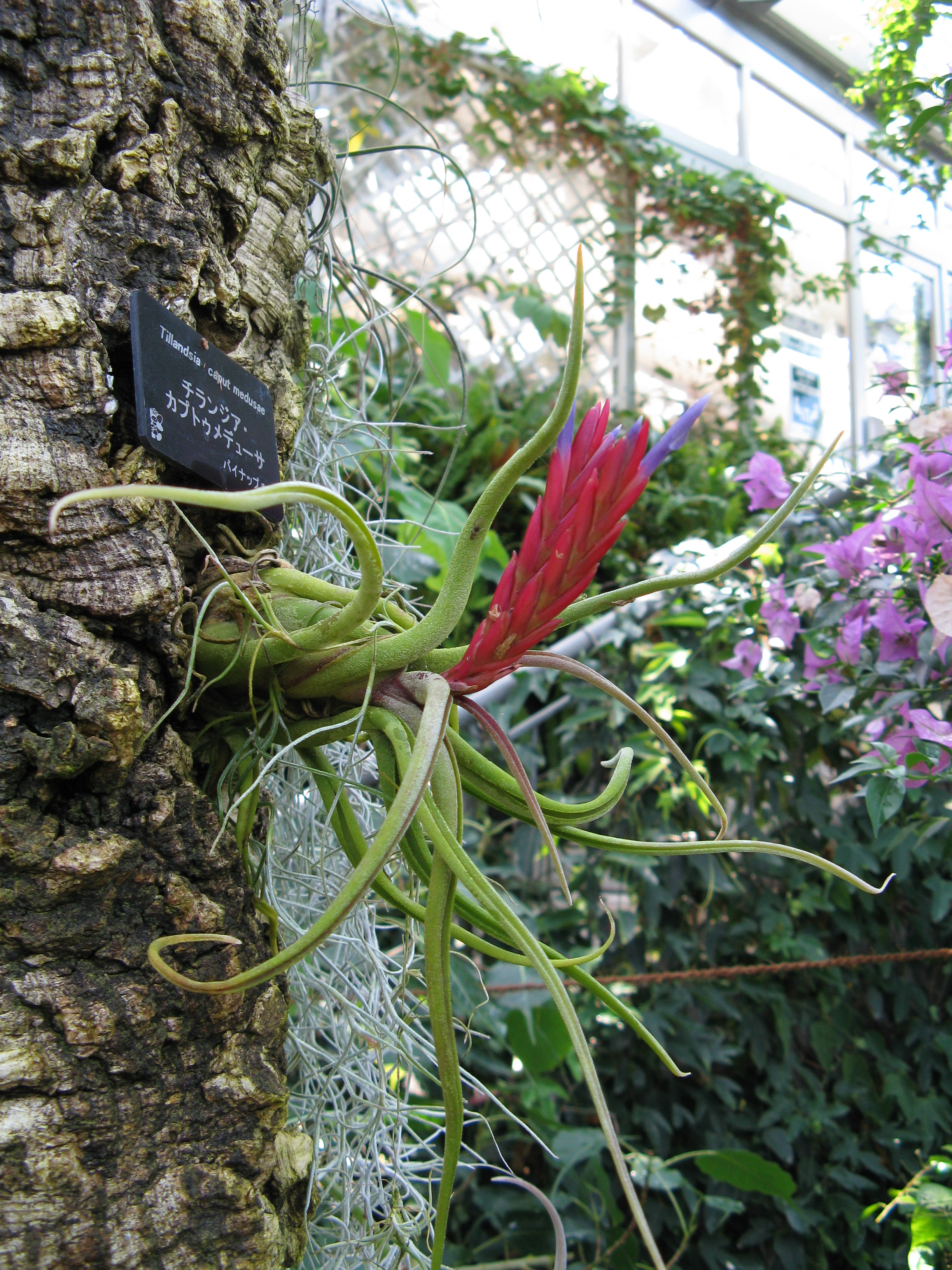
Vista de la planta

## Descripción
Es una planta epífita nativa de América Central y México, T. caput-medusae es una bromelia comúnmente cultivadas. Las hojas son gruesas, canalizadas y torcidas de hasta 25 cm de largo que están cubiertos en pelos finos de color gris. La roseta de hojas surge de un inflado pseudobulbo.  Los retoños se producen después de la floración, como es habitual con la mayoría de tillandsias.
En un invernadero, las plantas pueden florecer a partir de la primavera hasta comienzos de verano. La roja inflorescencia suele tener brillantes flores de color violeta de 3,2 cm de largo con los estambres externos.

## Cultivares
- Tillandsia 'Bruce Aldridge' (T. caput-medusae × T. schiedeana)
- Tillandsia 'Calum' (T. caput-medusae × T. brachycaulos)
- Tillandsia 'Canina' (T. bulbosa × T. caput-medusae)
- Tillandsia 'Cheryl' (T. caput-medusae × T. capitata 'Peach')
- Tillandsia 'Como' (T. streptophylla × T. caput-medusae)
- Tillandsia 'Gunalda' (T. concolor × T. caput-medusae)
- Tillandsia 'Imbil' (T. brachycaulos × T. caput-medusae)
- Tillandsia 'June Bug' (T. caput-medusae × T. bulbosa)
- Tillandsia 'Litl Liz' (T. caput-medusae × T. streptophylla)
- Tillandsia 'Panuco' (T. caput-medusae × T. durangensis)
- Tillandsia 'Pomona' (T. caput-medusae × T. ionantha)
- Tillandsia 'Red Slippers' (T. ionantha var. van-hyningii × T. caput-medusae 'Red form')
- Tillandsia 'Sonoran Snow'
- Tillandsia 'Veronica Orozco' (T. baileyi × T. caput-medusae)
- Tillandsia 'Vicente Bacaya' (T. capitata × T. caput-medusae)[1]

## Taxonomía
Tillandsia caput-medusae fue descrita por (André) André ex Mez y publicado en La Belgique Horticole 30: 90. 1880.
Etimología
Tillandsia: nombre genérico que fue nombrado por  (André) André ex Mez en 1738 en honor al médico y botánico finlandés Dr. Elias Tillandz (originalmente Tillander) (1640-1693).
caput-medusae: epíteto latíno que significa "cabeza de Medusa"
Sinonimia
- Tillandsia langlassei Poiss. & Menet[4][5][6]